# Kungs
Valentin Brunel (pronúncia francesa: [valɑ̃tɛ̃ bʁynɛl]; nascido em 17 de dezembro de 1996), mais conhecido por seu nome artístico Kungs (/ kʊŋz /), é um DJ, produtor musical e músico francês. Nativo de Toulon, ele lançou seu primeiro álbum "Layers" em 2016 após o sucesso com "This Girl", uma colaboração com Cookin 'on 3 Burners que se tornou um sucesso internacional para ele, e os sucessos "Don't You Know" com participação de Jamie N Commons e "I Feel So Bad" com Ephemerals.

## Carreira
Valentin escolheu o nome artístico de 'KUNGS' ("Senhor" em letão) depois de pesquisar online a tradução da palavra "cavalheiro" em vários idiomas. Ele começou a tocar música quando tinha cinco anos, tocando um djembê que foi um presente de seus pais. Ele cresceu ouvindo clássicos do rock and roll com seu pai, incluindo The Who e The Kooks. Ele começou a escrever e postar online suas próprias composições quando tinha dezessete anos. Seus remixes de "Jamming" de Bob Marley & The Wailers e "West Coast" de Lana Del Rey com novos vocais de Molly alcançaram vários milhões de reproduções no SoundCloud e no YouTube. O remix de Kungs para "Are You with Me", de Lost Frequencies, alcançou mais de 16 milhões de visualizações no YouTube. Em janeiro de 2016, ele abriu algumas apresentações na Europa na turnê de David Guetta.
Kungs lançou seu primeiro extended play This Girl em 2016 após seu remix de Cookin 'on 3 Burners "This Girl", que alcançou o número 1 na França, Alemanha e Suíça e número 2 no UK Singles Chart em 2016.  Desde então, ele lançou o single "Don't You Know" com Jamie N Commons e "I Feel So Bad" com Ephemerals. Os três singles de Kungs em 2016 foram lançados em seu álbum de estreia, "Layers", lançado em 4 de novembro.
Em 23 de março de 2018, KUNGS fez um show ao vivo no Miami Ultra Music Festival. Ele seguiu atos de outros artistas Raiden e Kosuke para apresentar seu set individual no Ultra Main Stage 2018.
Em 22 de julho de 2018, ele se apresentou no festival de música eletrônica Tomorrowland, na Bélgica.

## Discografia

### Álbum
| Título | Detalhes                                                                                       | Melhores posições nas paradas | Melhores posições nas paradas | Melhores posições nas paradas | Melhores posições nas paradas | Melhores posições nas paradas | Melhores posições nas paradas |
| Título | Detalhes                                                                                       | FRA                           | AUT                           | CAN                           | GER                           | UK Dance                      | US                            |
| ------ | ---------------------------------------------------------------------------------------------- | ----------------------------- | ----------------------------- | ----------------------------- | ----------------------------- | ----------------------------- | ----------------------------- |
| Layers | - Lançado: 4 de novembro de 2016 - Gravadora: House of Barclay - Formato: CD, download digital | 8                             | 74                            | 33                            | 56                            | 4                             | 196                           |

### Singles
| "This Girl" (Kungs vs. Cookin' on 3 Burners)                                          | 2016 | 1  | 17 | 2 | 9 | 1  | 3 | 20 | 8 | 6  | 2   | - SNEP: Diamond - ARIA: Platinum - BPI: 2× Platinum - BVMI: 2× Platinum - IFPI DEN: Gold - RIAA: Platinum | Layers           |
| "Don't You Know" (featuring Jamie N Commons)                                          | 2016 | 5  | —  | 8 | — | 16 | — | —  | — | 17 | 172 | - SNEP: Platinum - BVMI: Gold                                                                             | Layers           |
| "I Feel So Bad" (featuring Ephemerals)                                                | 2016 | 3  | —  | — | — | 88 | — | —  | — | 52 | —   | - SNEP: Diamond                                                                                           | Layers           |
| "You Remain" (featuring Ritual)                                                       | 2016 | 45 | —  | — | — | —  | — | —  | — | —  | —   | | Layers           |
| "More Mess" (featuring Olly Murs and Coely)                                           | 2017 | 20 | —  | — | — | —  | — | —  | — | —  | —   | | TBA              |
| "Be Right Here" (with Stargate featuring Goldn)                                       | 2018 | 15 | —  | — | — | —  | — | —  | — | —  | —   | | TBA              |
| "Disco Night" (with Throttle)                                                         | 2018 | —  | —  | — | — | —  | — | —  | — | —  | —   | | TBA              |
| "Paris"                                                                               | 2019 | —  | —  | — | — | —  | — | —  | — | —  | —   | | TBA              |
| "Dopamine" (featuring J.Hart)                                                         | 2020 | —  | —  | — | — | —  | — | —  | — | —  | —   | | Non-album single |
| "—" denota um single que não ficou nas paradas ou não foi lançado naquele território. |      |    |    |   |   |    |   |    |   |    |     | |                  |

### Músicas promocionais
| Título                                              | Ano  | Álbum |
| --------------------------------------------------- | ---- | ----- |
| "To Describe You" (Mozambo & Kungs featuring Molly) | 2015 | N/A   |
| "We'll Meet Again"                                  | 2015 | N/A   |

### Outra música nas paradas
| Título                              | Ano  | Melhores posições nas paradas | Álbum  |
| Título                              | Ano  | FRA                           | Álbum  |
| ----------------------------------- | ---- | ----------------------------- | ------ |
| "Melody" (featuring Luke Pritchard) | 2016 | 144                           | Layers |

## Prêmios e indicações
| Ano  | Prêmios                 | Categoria                         | Recebedor   | Resultado | Ref    |
| ---- | ----------------------- | --------------------------------- | ----------- | --------- | ------ |
| 2016 | NRJ Music Awards        | Best New DJ                       | Kungs       | Indicado  | [ 24 ] |
| 2016 | NRJ Music Awards        | Best Single Dance/Electro         | "This Girl" | Venceu    | [ 24 ] |
| 2016 | LOS40 Music Awards      | International New Act of the Year | Kungs       | Venceu    | [ 25 ] |
| 2017 | Electronic Music Awards | New Artist of the Year            | Kungs       | Indicado  | [ 26 ] |